# Småtjärnarna (Sävars socken, Västerbotten, 711376-173268)
Småtjärnarna är en sjö i Umeå kommun i Västerbotten och ingår i Sävaråns huvudavrinningsområde.